# Тихоокеанска чайка
Тихоокеанска чайка (Larus schistisagus) е вид птица от семейство Laridae.

## Разпространение и местообитание
Разпространен е в Канада, Китай, Русия, САЩ, Северна Корея, Южна Корея и Япония.